# Русское кладбище в Ментоне
Русское кладбище «Старый замок» (фр. Cimetière russe de Menton) — русское православное кладбище во французском городе Ментоне, основанное в 1880 году. Одно из забытых[прояснить] кладбищ, где похоронены русские офицеры. На территории кладбища находится православная часовня иконы Божией Матери «Всех скорбящих Радость».

## Русская колония в Ментоне
Русская колония в Ментоне возникла ещё во второй половине XIX века, когда представители российской знати стали посещать курорты Лазурного Берега, а в порту Вильфранш была основана база российского военного флота. В 1880 году в Ментоне был основан туберкулёзный санаторий, получивший название «Русский дом», где впоследствии, в частности, проходили лечение воины, участвовавшие в русско-японской войне.

## История кладбища

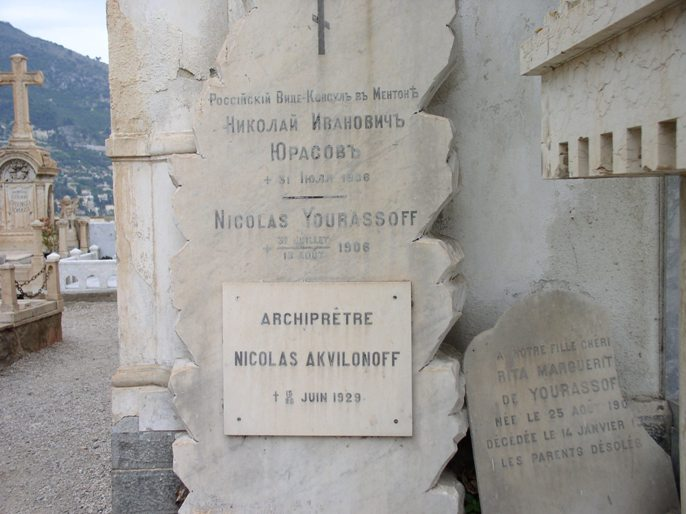
Русское кладбище «Старый замок» в Ментоне

Основано в 1880 году. Notre-Dame-des-Affligés или Chapelle Orthodoxe Russe — православная церковь, построенная на территории русского кладбища на самой высокой точке города. В 1886 году на деньги, которые были пожертвованы русскими эмигрантами, основали место захоронения русских воинов. Это сделалось в память сестры милосердия Александры Тепляковой, оказывающей непосильную медицинскую помощь раненым в русско-турецкой войне 1877 — 78 гг. Внутри часовни сохранился склеп, куда переносили прах из снесённых русских могил.
В 2005 году отсюда в Россию был перенесён прах адмирала Ивана Григоровича — последнего морского министра Российской империи, скончавшегося в Ментоне в возрасте 77 лет и завещавшего похоронить себя в семейном склепе на Никольском кладбище Александро-Невской лавры.